# Wohn- und Wirtschaftsgebäude Bartelsdorfer Chaussee 1

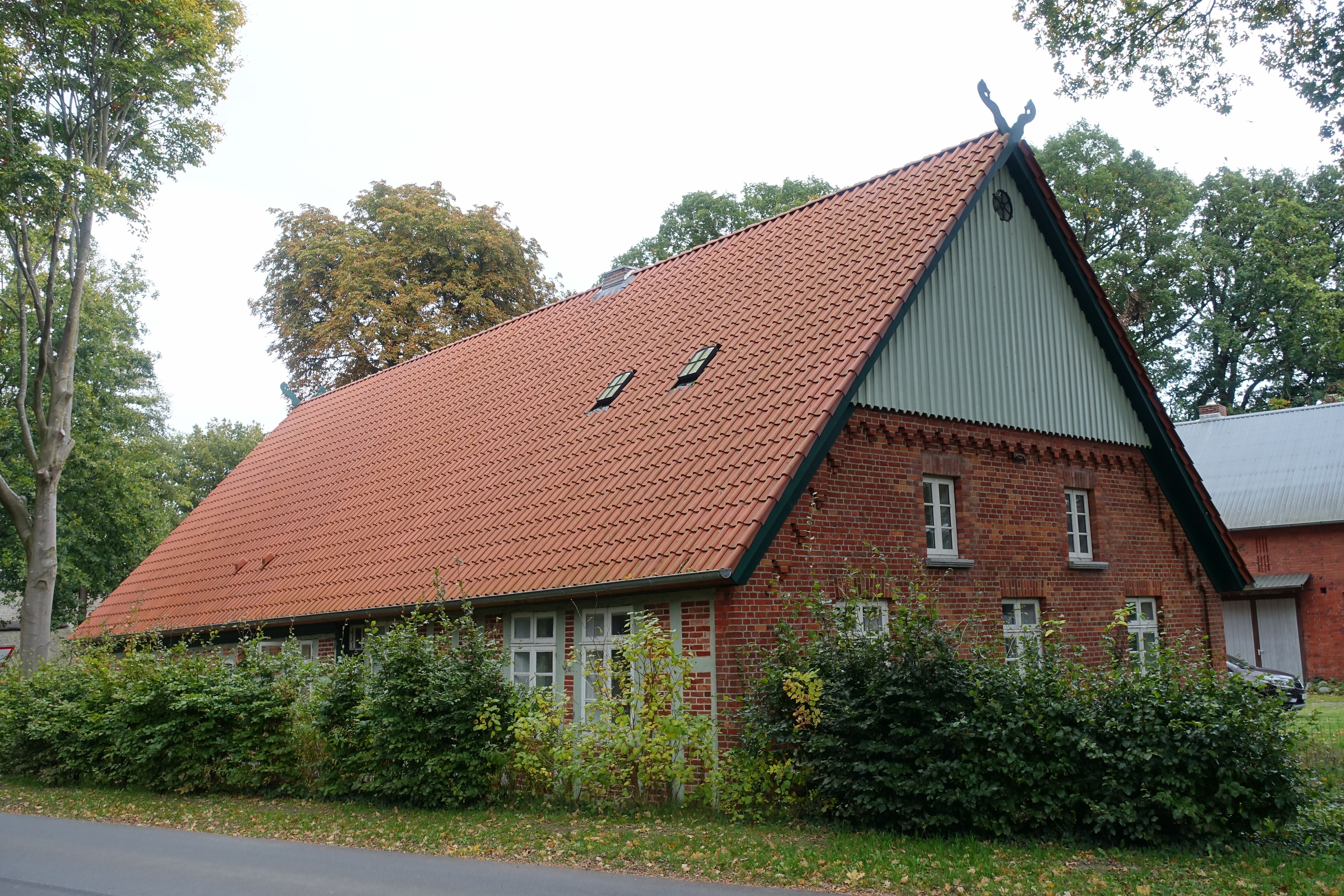
Nordwest- und Südwestfassade (2022)

Das Wohn- und Wirtschaftsgebäude Bartelsdorfer Chaussee 1 (Eggeworths Hus) in der niedersächsischen Gemeinde Scheeßel, Ortsteil Westervesede, wurde zur Mitte des 19. Jahrhunderts gebaut. Aktuell (2025) wird es zum Wohnen und gewerblich genutzt.
Das Gebäude steht unter Denkmalschutz (siehe auch Liste der Baudenkmale in Scheeßel).

## Geschichte und Beschreibung
Scheeßel wurde 1205 als Archidiakonat genannt. Vesede wurde 1226 erwähnt und teilte sich im 13./14. Jahrhundert in Westervesede und Ostervesede. Die Orte gehören zum heutigen Landkreis Rotenburg (Wümme).
Das eingeschossige traufständige Wohn- und Wirtschaftsgebäude als Zweiständer-Hallenhaus in Fachwerk mit Steinausfachungen, ziegelgedecktem Satteldach, Uhlenloch, regionaltypischer senkrechter Verbretterung im oberen Giebeldreieck und der später verglasten Grooten Door mit Korbbogen wurde 1848 (Inschrift) gebaut. Der Wohngiebel wurde 1900 massiv ersetzt und erhielt einen Krüppelwalm.
Das Landesdenkmalamt befand u. a.: „… ein regionstypisches Hallenhaus von 1848 in Zweiständerkonstruktion ….“